# Place du Peuple (Shanghai)

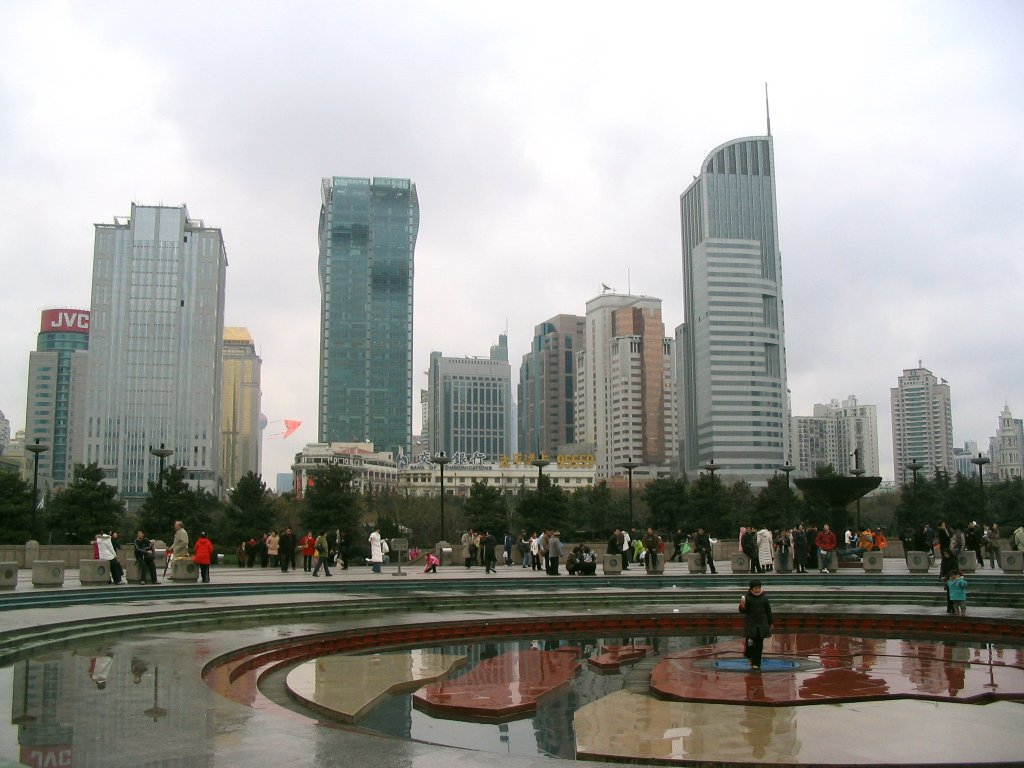
La place du Peuple

La place du Peuple (chinois simplifié : 人民广场 ; chinois traditionnel : 人民廣場 ; pinyin : Rénmín Guǎngchǎng) est une vaste place sur laquelle débouche la rue de Nankin, une importante rue commerçante et piétonne de Shanghai, dans le district de Hangpu de Puxi, Shanghai, Chine. C'est la place centrale de Shanghai, où est située la mairie de la municipalité ainsi que différents lieux culturels majeurs.
La route de Fuzhou (福州路) aboutit à l'Est de cette place. La route du Tibet la longe à son Est, l’avenue du Peuple (人民大道) passe au centre de cette place d'Est en Ouest.
Elle est bordée au Nord par la route de Jiujiang (九江路) et la route de Nankin (南京路) et l'Ouest par la route Huangbei (黄陂路).
La Route nationale G318, relie cette place au pont de l'amitié sino-népalaise, dans le xian de Nyalam, ville-préfecture de Shigatsé à la frontière entre la Chine et le Népal à l'Ouest.

## À voir sur la place
- Mairie de Shanghai
- Ancien musée des Beaux-Arts de Shanghai et son parc.
- Musée de Shanghai
- Opéra de Shanghai
- Centre d'exposition de la planification urbaine de Shanghai

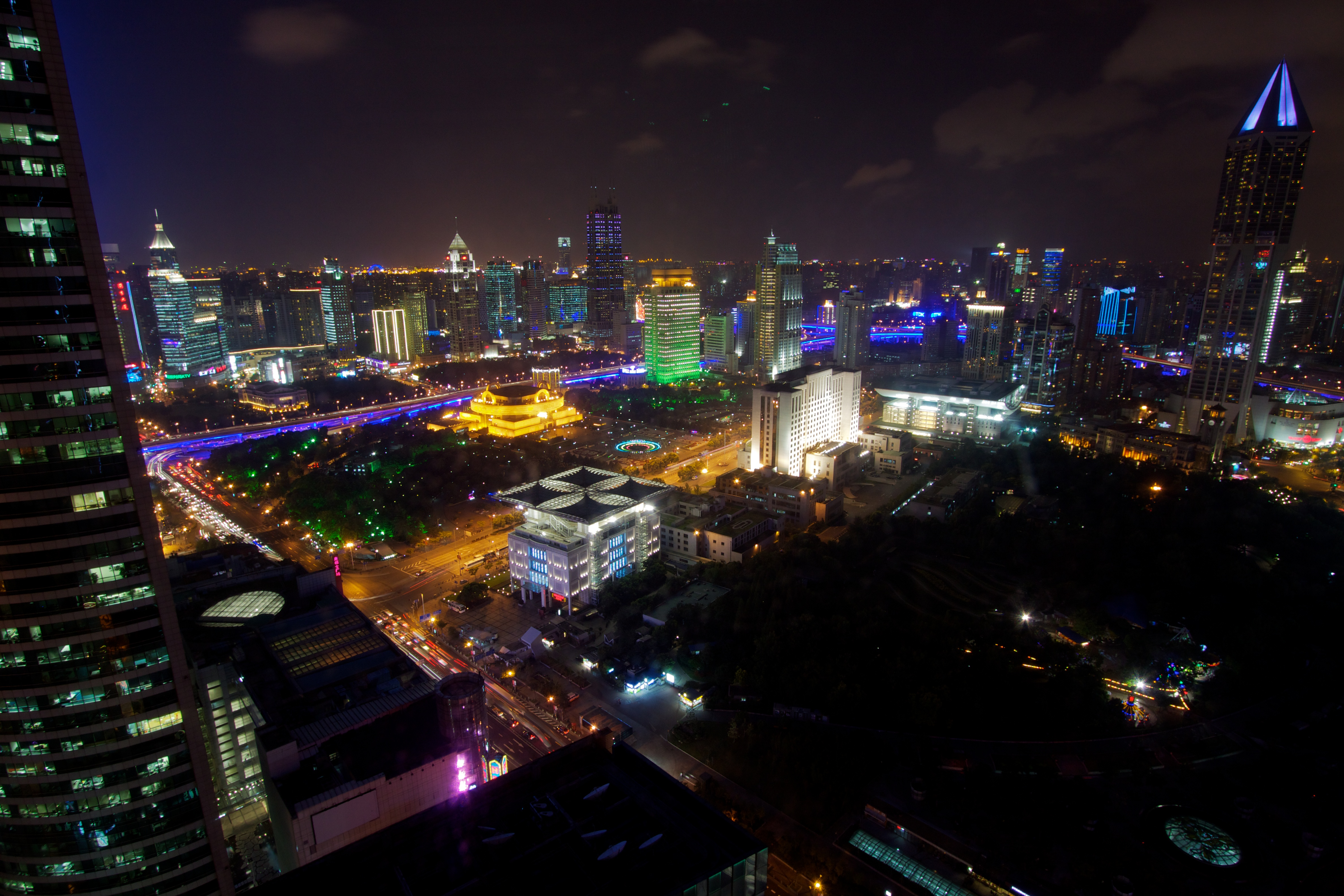
Vue en hauteur de la place et de son parc la nuit
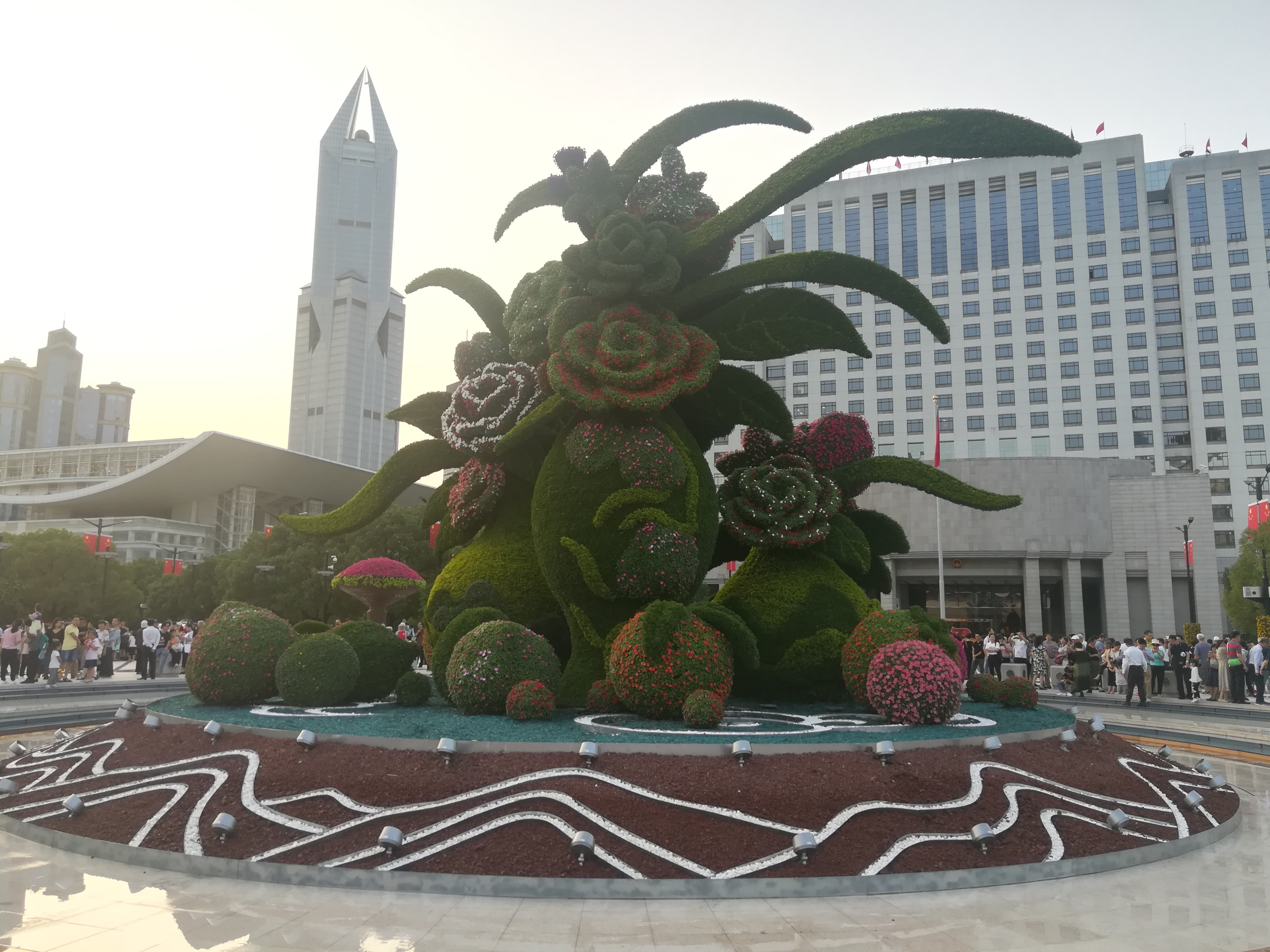
Décoration végétale et mairie en arrière plan
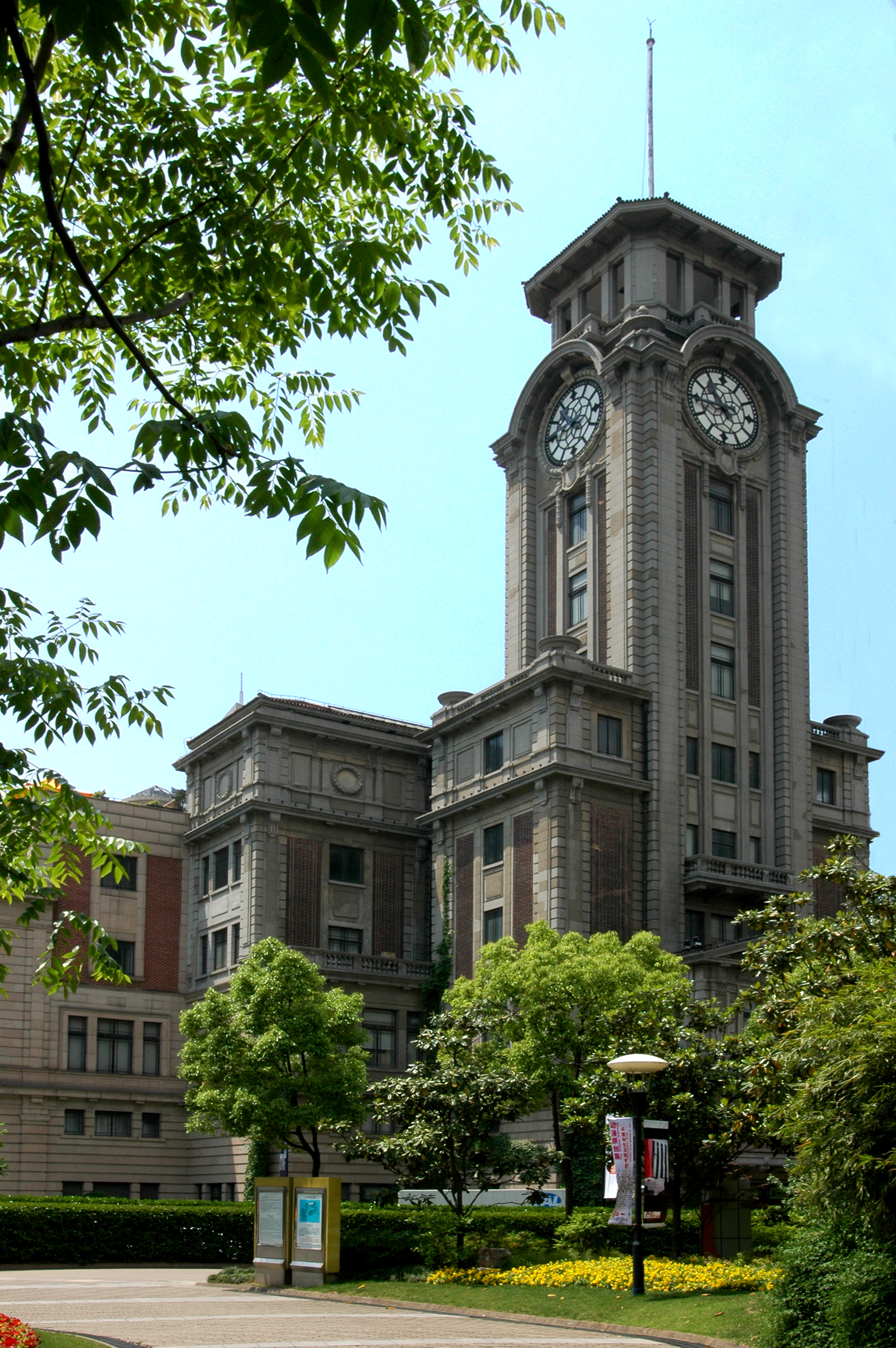
Ancien musée des beaux-arts de Shanghai
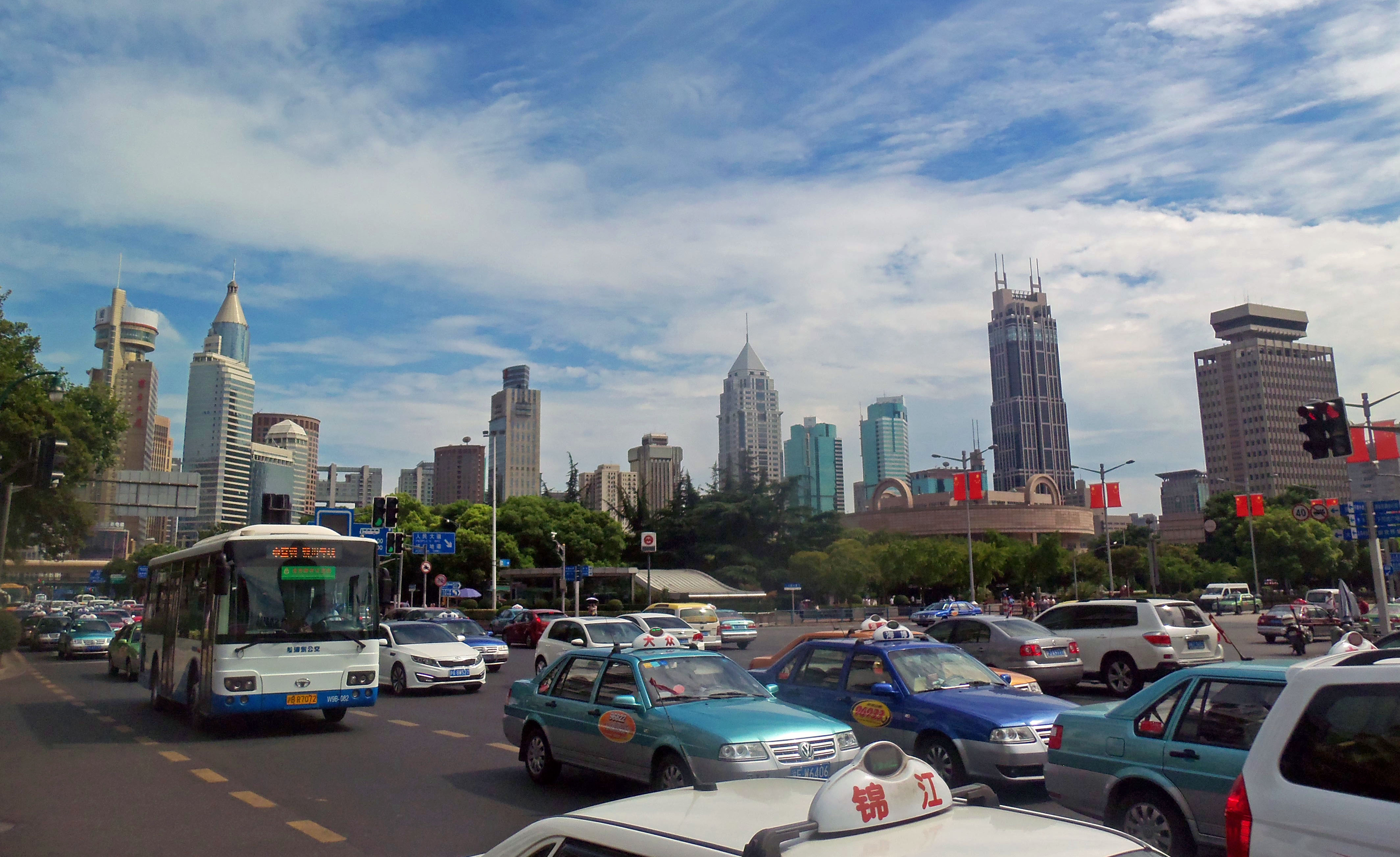
Route de Fuzhou (福州路) en 2013, sur la place
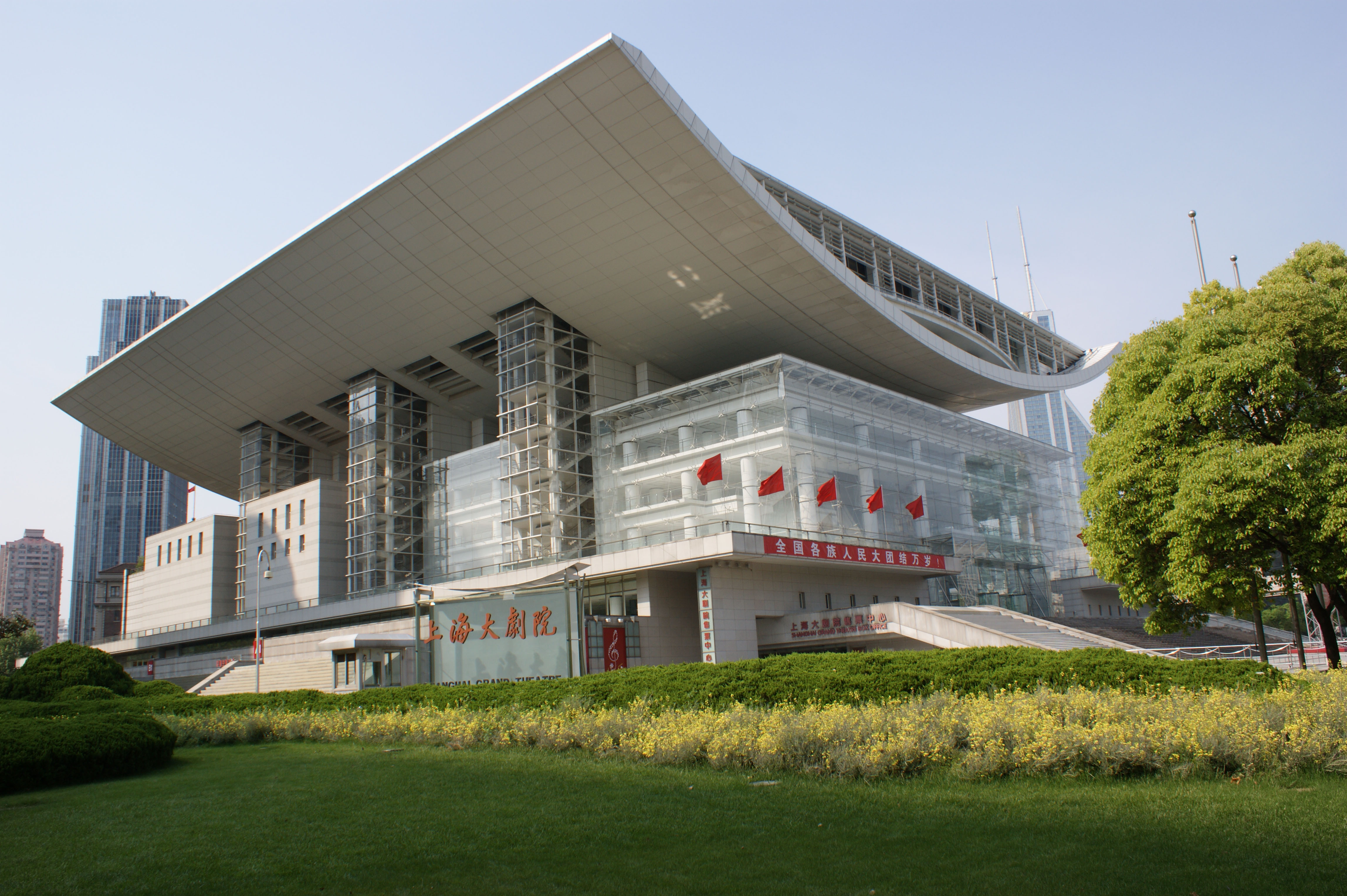
Opéra de Shanghaï
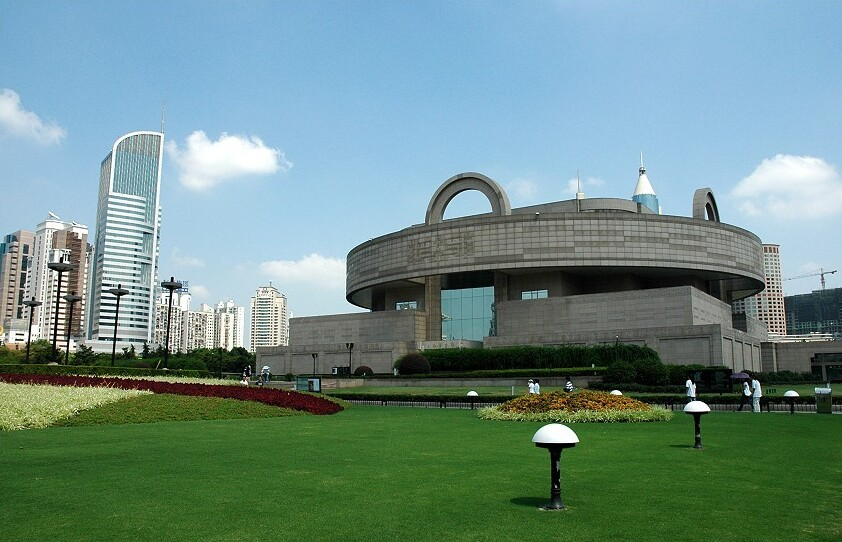
Musée de Shanghaï